# Gancho (diacrítico)
En composición tipográfica, el gancho o cola es un signo diacrítico que se adjunta a las letras de muchos alfabetos. Su forma es la de un gancho que remata hacia abajo un descendente, por arriba de un ascendente o, a veces, a un lado.
La orientación del gancho puede cambiar su significado: cuando está por debajo de una n y se riza hacia la izquierda se puede interpretar como un gancho palatal, pero si se gira hacia la derecha recibe el nombre de "cola" y puede representar un gancho retroflejo.
No debe confundirse con el garfio superior, una marca diacrítica utilizada en el alfabeto vietnamita, o el gancho rótico, utilizado en el Alfabeto Fonético Internacional.

Diferentes tipos de letras con gancho diacrítico.

## Letras
Se podría argumentar que el gancho se utilizó para derivar la letra J de la letra I, así como la letra eng (ŋ) de la letra N. Sin embargo, estas letras generalmente no se identifican como formadas con el gancho.
La mayoría de las letras con gancho aparecen en el alfabeto fonético internacional y a partir de ahí muchos idiomas las utilizan (con mayúsculas añadidas) para representar los mismos sonidos.
El gancho a menudo se adhiere a la parte superior de la letra, curvándose hacia la izquierda o hacia la derecha, rematando el ascendente que está presente. En algunos idiomas, como el francés se le llama "bastón".
Si el gancho se adhiere a la parte inferior de la letra, a menudo se le llama gancho palatal si se dobla hacia la izquierda o gancho retroflejo si se dobla hacia la derecha.
| Letras latinas         | Letras latinas | Letras latinas | Letras latinas                                      | Letras latinas      |
| Letras                 | Letras         | Letras         | Nombre                                              | Posición del gancho |
| ---------------------- | -------------- | -------------- | --------------------------------------------------- | ------------------- |
|                        | ᶏ              |                | A con gancho retroflejo                             | debajo              |
|                        | ᶐ              |                | Alpha con gancho retroflejo                         | debajo              |
| Ɓ                      | ɓ              |                | B con gancho                                        | encima              |
| Ꞗ                      | ꞗ              |                | B con ornamento                                     | izquierda           |
|                        | ᶀ              |                | B con gancho palatal                                | debajo              |
| Ƈ                      | ƈ              |                | C con gancho                                        | encima              |
| Ꞔ                      | ꞔ              |                | C con gancho palatal                                | debajo              |
| Ɗ                      | ɗ              |                | D con gancho                                        | encima              |
| Ɖ                      | ɖ              |                | D africana o d con cola                             | debajo              |
| ƊƉ                     | ᶑ              |                | D con gancho y cola                                 | encima y debajo     |
|                        | ᶁ              |                | D con gancho palatal                                | debajo              |
|                        | ꬴ              |                | E con ornamento                                     | izquierda           |
|                        | ᶒ              |                | E con gancho retroflejo                             | debajo              |
|                        | ɚ              |                | Schwa con gancho                                    | derecha             |
|                        | ᶕ              |                | Schwa con gancho retroflejo                         | debajo              |
|                        | ᶓ              |                | E abierta or epsilon con gancho retroflejo          | debajo              |
|                        | ɝ              |                | E abierta invertida o épsilon con gancho            | derecha             |
|                        | ᶔ              |                | E abierta invertida o épsilon con gancho retroflejo | debajo              |
| Ƒ                      | ƒ              |                | F con gancho                                        | debajo              |
|                        | ᶂ              |                | F con gancho palatal                                | debajo              |
| Ɠ                      | ɠ              |                | G con gancho                                        | encima              |
|                        | ʛ              |                | g pequeña con gancho                                | encima              |
|                        | ᶃ              |                | G con gancho palatal                                | derecha             |
|                        | ꬶ              |                | Script g con cola cruzada                           | debajo              |
| Ɦ                      | ɦ              | ʱ              | H con gancho                                        | encima              |
|                        | ꞕ              |                | H con gancho palatal                                | debajo derecha      |
|                        | ʮ              |                | h con garfio                                        | debajo              |
|                        | ɧ              |                | Heng con gancho                                     | encima              |
|                        | ʮ              |                | h invertida con garfio                              | encima              |
|                        | ʯ              |                | h invertida con garfio y cola                       | encima y debajo     |
|                        | ᶖ              |                | I con gancho retroflejo                             | debajo              |
| Ʝ                      | ʝ              | ᶨ              | J con cola cruzada                                  | debajo              |
|                        | ʄ              |                | J sin punto con barra y gancho                      | encima              |
| Ƙ                      | ƙ              |                | K con gancho                                        | encima              |
|                        | ᶄ              |                | K con gancho palatal                                | debajo              |
|                        | ĸʲ             |                | Kra con gancho                                      | derecha             |
|                        | ᶅ              | ᶅ              | L con gancho palatal                                | debajo              |
|                        | ɭ              | ᶩ              | L con gancho retroflejo                             | debajo              |
|                        | ꞎ              |                | L con gancho retroflejo y barra                     | debajo              |
| Ɱ                      | ɱ              | ᶬ              | M con gancho                                        | debajo              |
|                        | ᶆ              |                | M con gancho palatal                                | debajo              |
|                        | ꬺ              |                | M con cola cruzada                                  | debajo              |
| Ɲ                      | ɲ              | ᶮ              | N con gancho izquierdo                              | debajo izquierda    |
|                        | ᶇ              |                | N con gancho palatal                                | debajo derecha      |
|                        | ɳ              | ᶯ              | N con gancho retroflejo                             | debajo derecha      |
|                        | ꬻ              |                | N con cola cruzada                                  | debajo              |
|                        | ꬼ              |                | Eng con cola cruzada                                | debajo              |
|                        | ᶗ              |                | Abierta o con gancho retroflejo                     | debajo              |
| Ƥ                      | ƥ              |                | P con gancho                                        | encima              |
|                        | ᶈ              |                | P con gancho palatal                                | derecha             |
| Ꝓ                      | ꝓ              |                | P con ornamento                                     | izquierda middle    |
| Ꝕ                      | ꝕ              |                | P con squirrel tail                                 | izquierda encima    |
|                        | ʠ              |                | Q con gancho                                        | encima              |
| Ɋ                      | ɋ              |                | Pequeña q con gancho tail                           | debajo              |
| Ɽ                      | ɽ              |                | R con cola                                          | debajo izquierda    |
|                        | ᶉ              |                | R con gancho palatal                                | debajo              |
| Ɽ                      | ⱹ              |                | r invertida con cola                                | encima              |
|                        | ɻ              | ʵ              | r invertida con gancho                              | debajo              |
|                        | ɻ              |                | R con gancho                                        |                     |
|                        | ꭉ              |                | R con cola cruzada                                  | debajo              |
|                        | ꭊ              |                | Double r con cola cruzada                           | debajo              |
|                        | ᶊ              |                | S con gancho palatal                                | debajo derecha      |
| Ʂ                      | ʂ              | ᶳ              | S con gancho retroflejo                             | debajo izquierda    |
| Ȿ                      | ȿ              |                | S con cola ondulada                                 | debajo derecha      |
|                        | ᶋ              |                | Esh con gancho palatal                              | derecha             |
|                        | ᶘ              |                | Esh con gancho retroflejo                           | debajo              |
| Ƭ                      | ƭ              |                | T con gancho                                        | encima              |
|                        | ƫ              | ƫ              | T con gancho palatal                                | debajo              |
| Ʈ                      | ʈ              |                | T con gancho retroflejo                             | debajo              |
|                        | ꭒ              | ꭟ              | U con gancho izquierdo                              | encima izquierda    |
|                        | ᶙ              |                | U con gancho retroflejo                             | debajo              |
|                        | ᶌ              |                | V con gancho palatal                                | debajo              |
| Ѵ                      | ⱱ              |                | V con gancho a la derecha                           | encima              |
| Ʋ                      | ʋ              | υ              | Script v or v con gancho                            | encima              |
| Ⱳ                      | ⱳ              |                | W con gancho                                        | encima derecha      |
|                        | ᶍ              |                | X con gancho palatal                                | debajo derecha      |
| Ƴ                      | ƴ              |                | Y con gancho                                        | encima derecha      |
| Ȥ                      | ȥ              |                | Z con gancho                                        | debajo              |
| Ᶎ                      | ᶎ              |                | Z con gancho palatal                                | debajo              |
|                        | ʐ              | ᶼ              | Z con gancho retroflejo                             | debajo              |
| Ɀ                      | ɀ              |                | Z con cola ondulada                                 | debajo              |
|                        | ᶚ              |                | Ezh con gancho retroflejo                           | debajo              |
|                        | ƺ              |                | Ezh con cola                                        | debajo              |
| Ꜭ                      | ꜭ              |                | Cuatrillo con cola                                  | debajo              |
| Ꜯ                      | ꜯ              |                | Cuatrillo con gancho                                | debajo              |
| Letras cirílicas       |                |                |                                                     |                     |
| enlance:Ghe con gancho | ӷ              |                | Ghe con gancho                                      | debajo              |
| Ӻ                      | ӻ              |                | Ghe con barra y gancho                              | debajo              |
| Ҋ                      | ҋ              |                | I breve con cola                                    | debajo derecha      |
| Ӄ                      | ӄ              |                | Ka con gancho                                       | debajo derecha      |
| Ԓ                      | ԓ              |                | El con gancho                                       | debajo derecha      |
| Ӆ                      | ӆ              |                | El con cola                                         | debajo derecha      |
| Ӎ                      | ӎ              |                | Em con cola                                         | debajo derecha      |
| Ӈ                      | ӈ              |                | En con gancho                                       | debajo derecha      |
| Ԩ                      | ԩ              |                | En con gancho izquierdo                             | debajo izquierda    |
| Ӊ                      | ӊ              |                | En con cola                                         | debajo derecha      |
| Ӽ                      | ӽ              |                | Ha con gancho                                       | debajo derecha      |

## Unicode
Unicode tiene el diacrítico combinante U+0321 ̡ combining palatalized hook below y U+0322 ̢ combining retroflex hook below pero no se recomienda usar con letras sino para ilustrar los ganchos en sí mismos. En su lugar Unicode recomienda usar letras precompuestas, que ya incluyen el gancho.